# ب‌ام‌و موتوراد
ب‌ام‌و موتوراد (انگلیسی: BMW Motorrad) یک شرکت ساخت و تولید موتورسیکلت آلمانی، که زیر مجموعه ب‌ام‌و است. این کمپانی از سال ۱۹۲۳ در حال فعالیت می‌باشد، و برای پنجمین سال متوالی در سال ۲۰۱۵ به رکورد فروش دست یافت. تا ماه مه ۲۰۱۱، تعداد دو میلیون دستگاه موتورسیکلت تولید کرده است. 

## گزیده آثار
- بی‌ام‌و آر۱۲۰۰جی‌اس
- بی‌ام‌و آر ناین‌تی
- بی‌ام‌و آر ۱۳۰۰جی‌اس
- بی‌ام‌و آر ۱۲۵۰جی‌اس
- بی‌ام‌و آر ۱۲۰۰آر.تی
- بی‌ام‌و آر۱۱۰۰آر.تی
- بی‌ام‌و آر۱۲
- بی‌ام‌و آر ۶۹اس
- بی‌ام‌و آر۶۵
- بی‌ام‌و آر۱۸
- بی‌ام‌و آر۱۰۰
- ب‌ام‌و اس۱۰۰۰آرآر
- بی‌ام‌و اس۱۰۰۰آر